# Везучая (фильм, 2021)
«Везучая» (англ. Lucky) — американский независимый фильм ужасов 2020 года режиссёра Наташи Кермани по сценарию Бри Грант, которая также играет главную роль. Премьера фильма состоялась 4 марта 2021 года на стриминговом сервисе Shudder. Изначально премьерный показ должен был состояться на фестивале South by Southwest в 2020 году, но он был отменён из-за пандемии COVID-19.

## Сюжет
Жизнь Мэй, популярного автора книг по самопомощи, резко осложняется когда её начинает преследовать таинственная мужская фигура. Мэй не знает, к кому обратиться и ей не у кого просить помощи, а намерения у преследователя не самые добрые. Вскоре писательнице из пригорода приходится взять жизнь в свои руки и дать сталкеру отпор.

## В ролях
- Бри Грант — Мэй
- Ясмин Аль-Бустами — Эди
- Каусар Мохаммед — Сара
- Кристина Клебе — Мари
- Чейз Уильямсон — медик Чарли
- Ларри Седар — офицер Пейс

## Отзывы
На сайте Rotten Tomatoes фильм получил хорошие отзывы.